# Револьвер

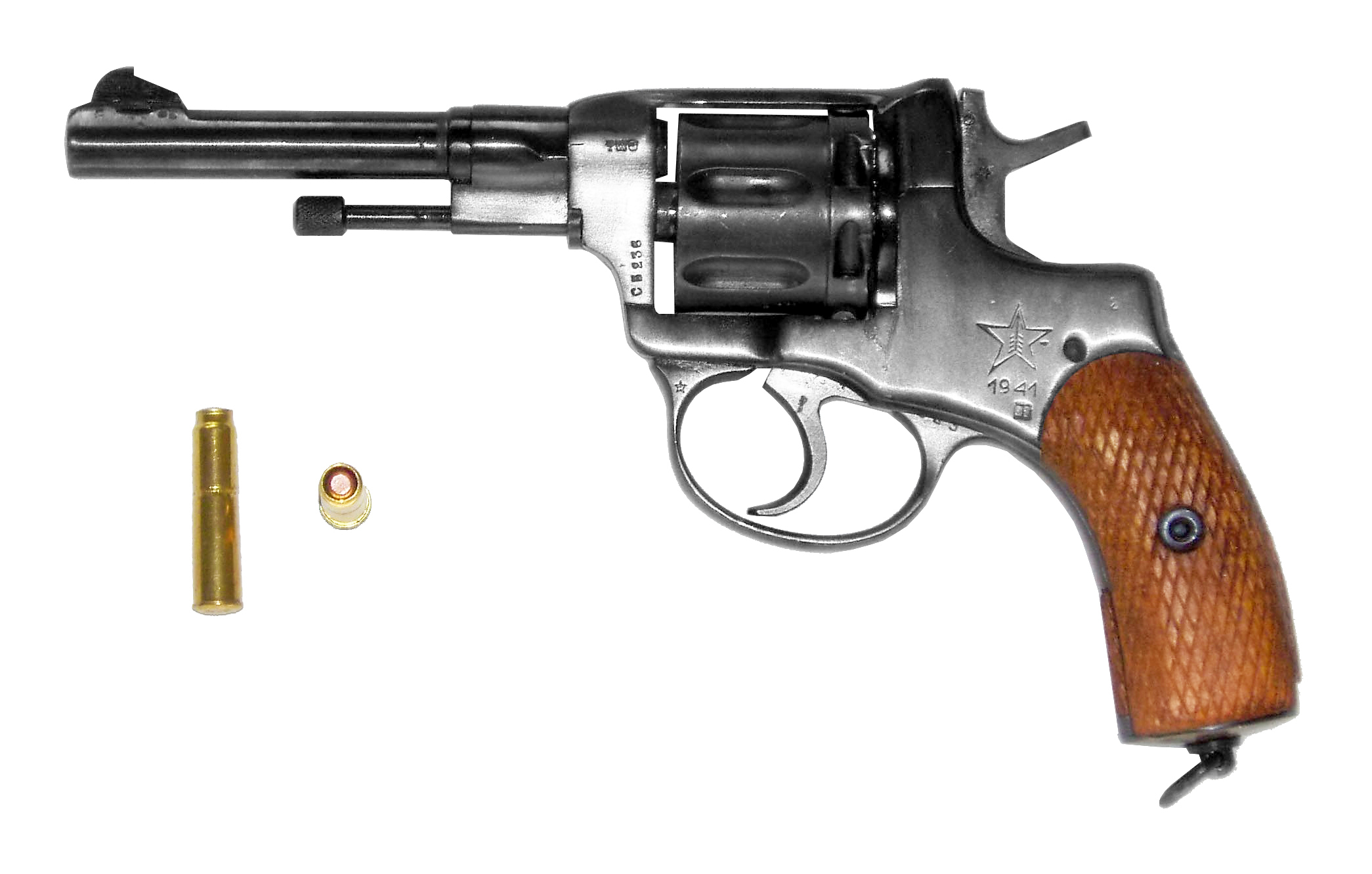
Револьвер системы Нагана, один из самых известных револьверов XX века

Револьве́р (от англ. revolve — «вращать», от фр. revolver, из лат. revolvare — «перекатывать») — многозарядное короткоствольное стрелковое оружие с вращающимся барабаном, выполняющим функцию магазина. Барабан имеет несколько камор, в которых располагаются боеприпасы. В момент выстрела очередная камора служит патронником.

## История

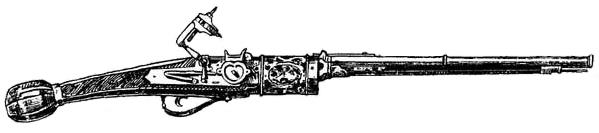
Шестизарядный револьвер с колесцовым замком (~1590 год)

Конструкция пистолетов с вращающимся блоком зарядных камор (барабаном) существовала с конца XVI века. Сохранилось много изделий с фитильным или кремнёвым замком, в которых присутствует барабан одновременно в роли патронника и магазина для зарядов. В основном это охотничьи ружья, но также и пистолеты (русский образец XVII века хранится в Оружейной палате). Однако, поскольку ручное изготовление качественного барабанного механизма было дорого и сложно (обычно барабан был ненадёжен из-за возможности прорыва пороховых газов), револьверное оружие не вошло тогда в широкое употребление.

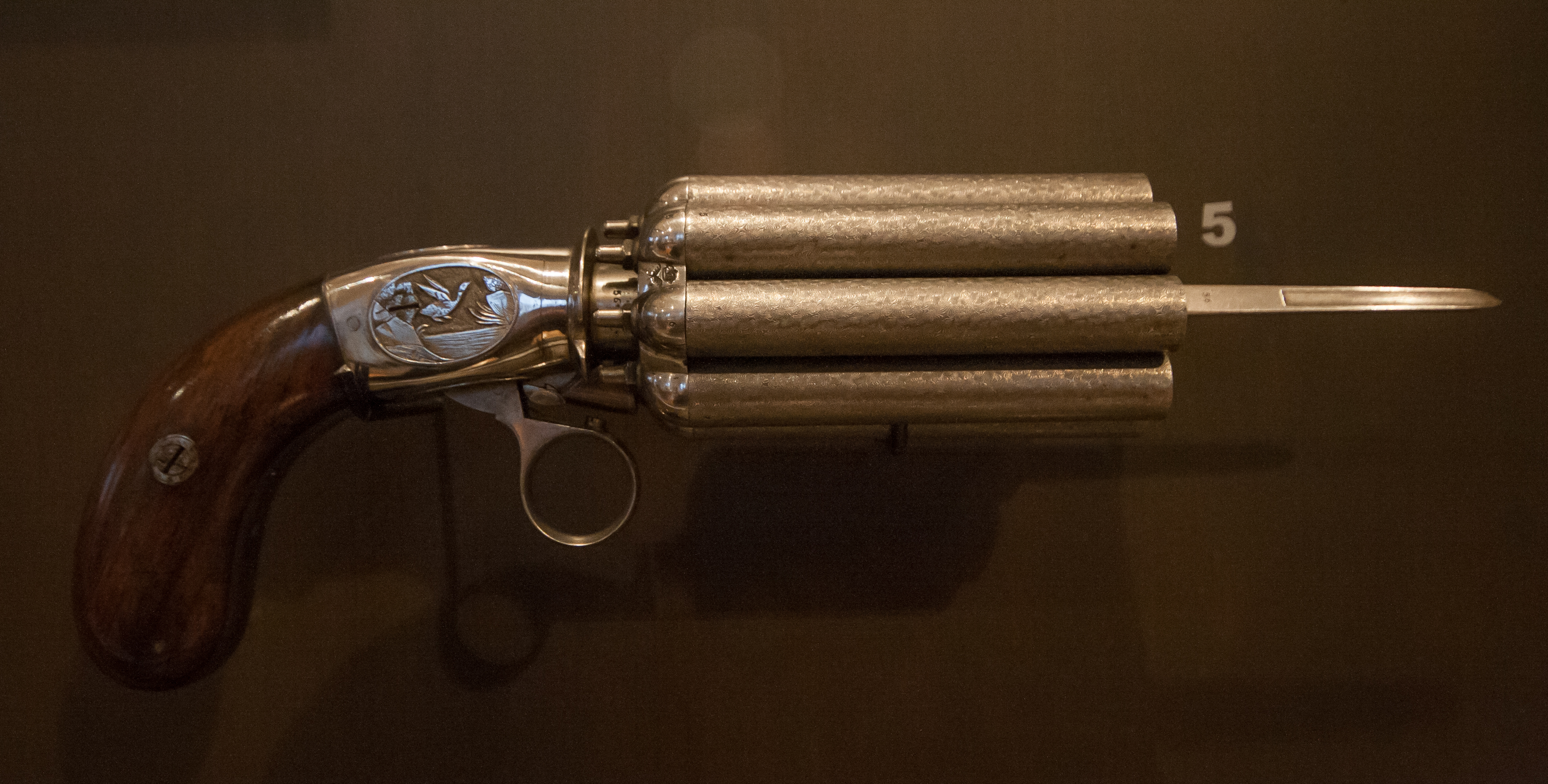
Капсюльный бундельревольвер («перечница») Мариетта c кинжалом, патент 1837 года

В начале XIX века получили широкое распространение многоствольные дульнозарядные пистолеты, носившие название «перечница». Они имели шесть стволов, объединенных в монолитный блок, вращавшийся вокруг центральной оси. Большой вес ствольного блока приводил к тому, что для облегчения пистолета его стволы делались короткими. Поэтому он был пригоден исключительно для стрельбы с малого расстояния или по крупным целям.
10 июня 1818 г. американский офицер и конструктор Артемас Уиллер из города Конкорда, штат Массачусетс, запатентовал в США кремнёвый револьвер. С экземпляром этого револьвера другой американец, из Бостона, Илайша Коллиер, отплыл в Великобританию и в ноябре того же 1818 г. взял британский патент на своё имя. Существует предположение, что он якобы действовал в интересах Уиллера, но точно ничего не известно. Коллиер открыл в Лондоне фабрику по производству улучшенного револьвера и барабанного ружья той же системы.
Оружие Коллиера имело барабан с шестью каморами, за которым был установлен курок с кремнём, а огниво размещалось на кожухе барабана. Отличительной особенностью этой модели было надвигание барабана на конус казённика ствола под действием мощной пластинчатой пружины. Тем самым прорыв пороховых газов, который был бичом револьверной системы, сводился к минимуму. Таким образом, револьвер Коллиера стал предшественником не только кольтовских моделей, но и бельгийского нагана. Револьвер Коллиера не получил в Европе широкого распространения ввиду сложности и дороговизны его производства.

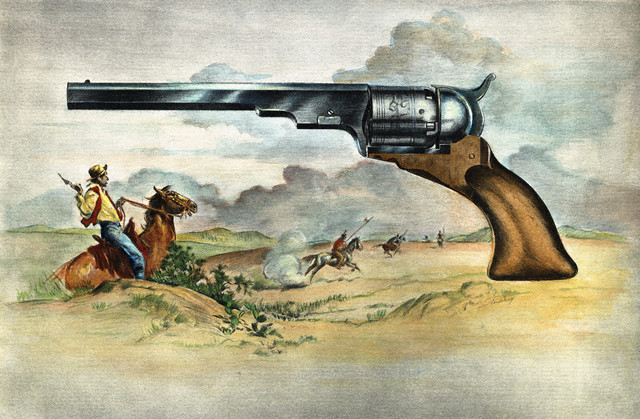
Капсюльный револьвер «Кольт Техас Патерсон» 1836 г.

Повысили возможности револьвера два обстоятельства: изобретение капсюля, который сделал возможной относительно непрерывную стрельбу, и появление машинного производства, удешевившего изготовление сложных механизмов. В 1836 году Сэмюэл Кольт открывает в Патерсоне (США) первую фабрику по массовому производству капсюльных револьверов собственной конструкции. С этого момента начинается триумфальное шествие револьвера, в течение примерно трех десятилетий совершенно вытеснившего однозарядные пистолеты — так что Кольту нередко даже приписывают изобретение этого оружия. Первой моделью револьвера Кольта был «Кольт Патерсон», а затем бывший капитан техасских рейнджеров Сэмюэл Хэмилтон Уокер обратился к Кольту с предложением разработать револьвер, из которого было бы удобно стрелять, находясь на лошади. Заказ на производство первой партии новых револьверов «Кольт Уолкер» поступил в январе 1847 года. Они массово использовались в американо-мексиканской войне 1846-48 годов.

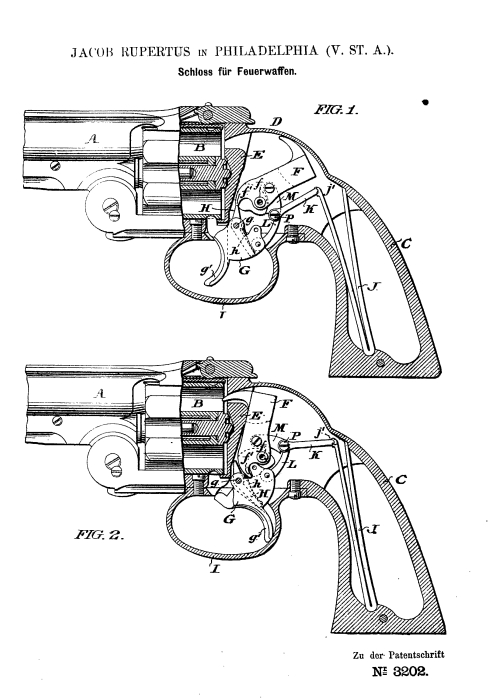
Внутреннее устройство револьвера с УСМ двойного действия

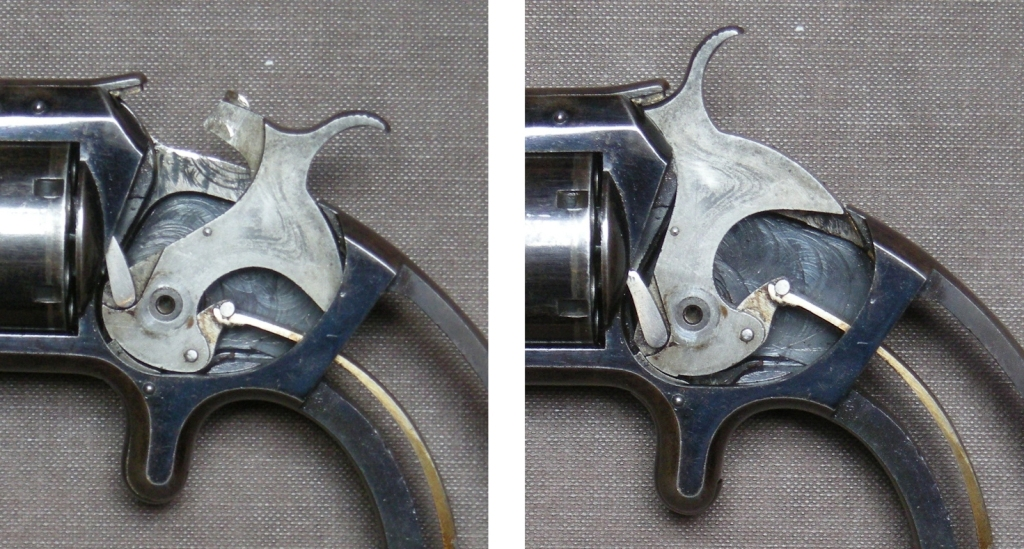
УСМ револьвера с сосковым спуском

В Великобритании в 1856 году был принят на вооружение револьвер Бомона—Адамса.
В 1853 году появился револьвер системы Лефоше, в котором использовался созданный годом ранее шпилечный патрон. Это был первый револьвер под унитарный патрон с металлической гильзой. В 1858 году на вооружение французской армии был принят револьвер под шпилечный патрон «Lefaucheux M1858»
.
В 1870 году на вооружение армии Российской империи был принят 4,2-линейный револьвер системы Смита-Вессона под патроны центрального боя. В 1873 году начал выпускаться револьвер Colt Single Action Army — легендарный револьвер «Дикого Запада».

## Конструкция
Револьверы обыкновенно состоят из:
1. ствола с нарезным каналом
2. вращающегося на оси барабана с каморами для патронов
3. корпуса заключающего части ударно-спускового механизма
4. шитика для упора фланца патрона при выстреле
5. рукояти
6. рамки револьвера, соединяющей короб корпуса со стволом

Различие револьверов заключается как в способе заряжания так и в способе взведения курка.
В отношении первого револьверы бывают:
- с глухой рамкой, где извлечение стреляных гильз производится последовательно из каждой каморы (например, револьвер Нагана)
- с раздвижной рамкой, где экстракция гильз производится в один прием при использовании переломного устройства (размыкании револьвера) или при выдвижении барабана из рамки

В отношении второго различают револьверы с ударно-спусковым механизмом:
- одинарного действия
- двойного действия
- только двойного действия (только с самовзводом)

## Рама
Рама револьвера может быть:
- незапертой — открытой сверху, как на капсюльных кольтах. Она технологически простая, но недостаточно жёсткая. Не употребляется с 1870-х годов;
- переломного типа (или разъёмная рама) — часть рамы вместе со стволом и барабаном откидывается на шарнире. Такая схема упрощает перезарядку, но очень чувствительна к состоянию шарнира и замка рамы. Была распространена во второй половине XIX века, прежде всего на многих моделях Смита-Вессона;

- цельной — такая рама жёсткая и позволяет использовать патроны любой мощности. Подавляющее большинство современных револьверов имеет цельную раму.

### Барабан

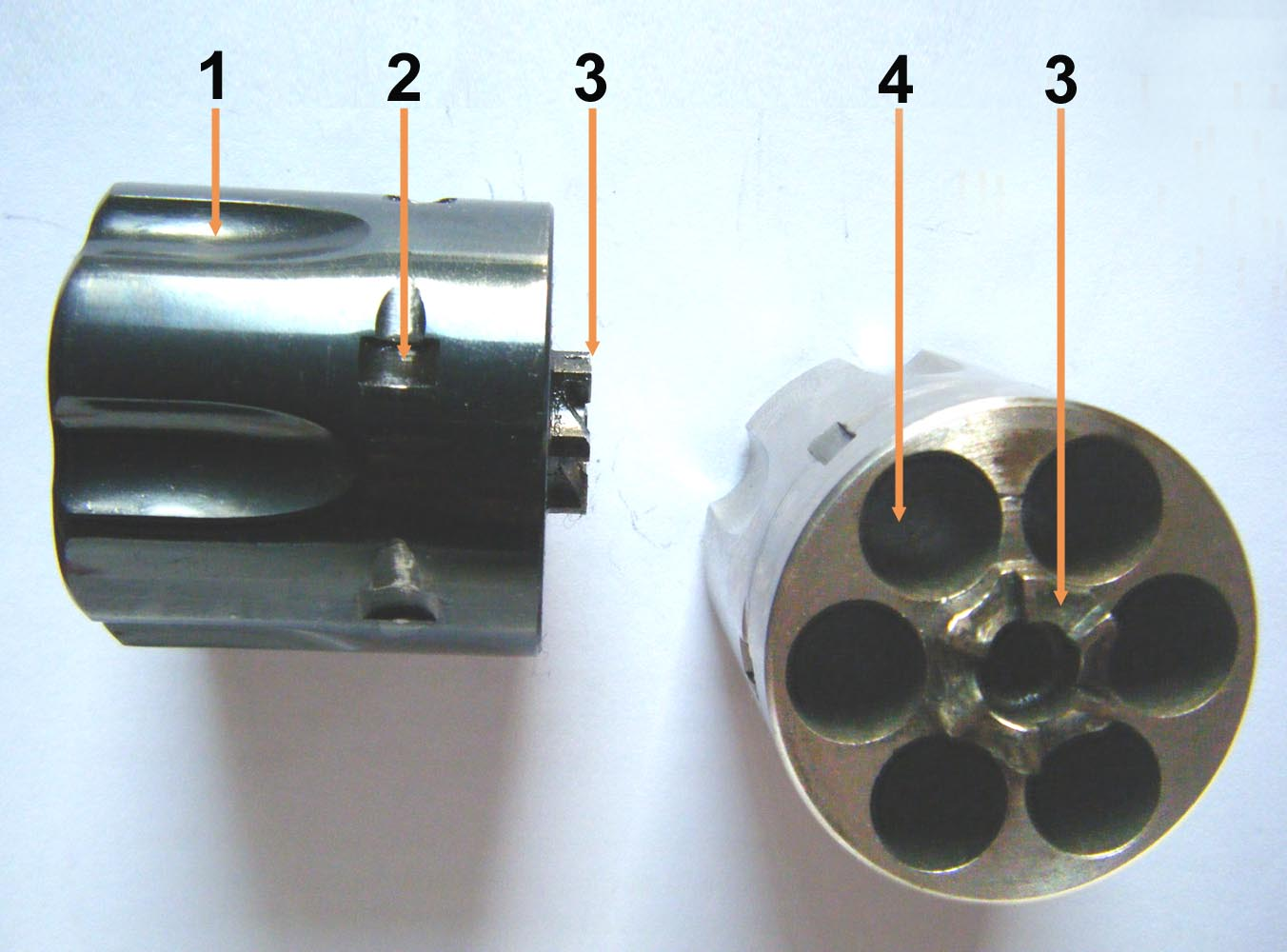
Барабан шестизарядного револьвера. 1 — дол; 2 — паз для фиксатора; 3 — храповик для поворота барабана; 4 — камора.

Барабан револьвера одновременно выполняет функции магазина и патронника. У некоторых систем патроны в барабане размещались радиально, но все современные револьверы имеют барабан с размещением патронов параллельно оси вращения барабана. Гнезда для патронов в барабане называются каморами (не камерами). Обычное количество камор в барабане — от 5 до 8, но есть единичные образцы, которые вмещают до 30 патронов.

### Ударно-спусковой механизм

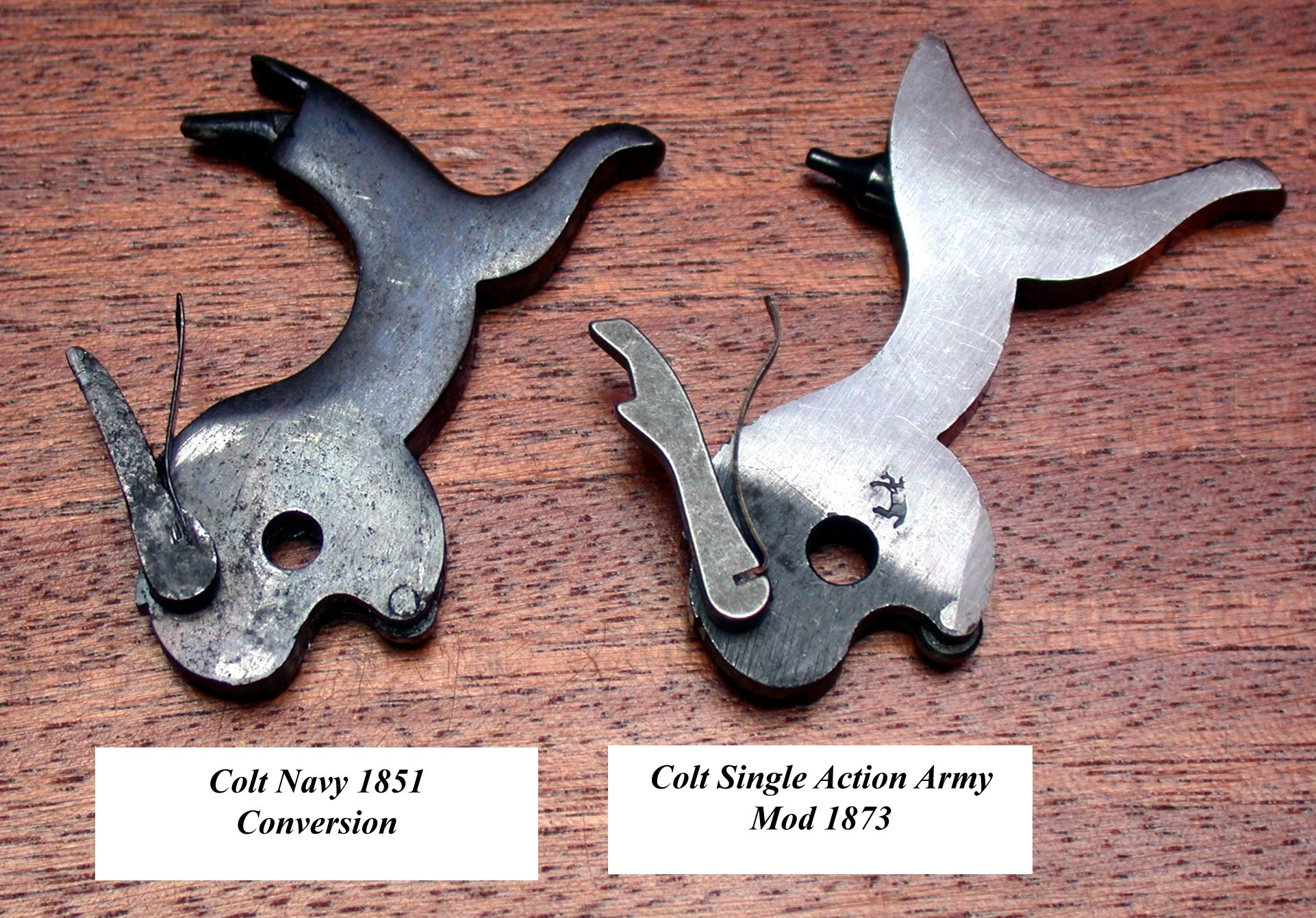

### Способы зарядки

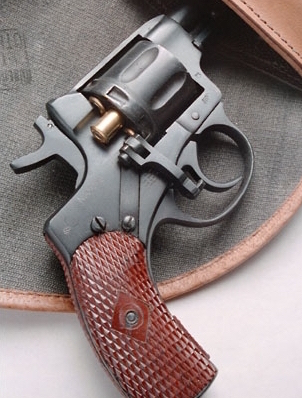
Револьвер Нагана в положении для перезарядки. Дверца барабана открыта, можно извлекать или вставлять патрон в камору

Барабан револьвера является одновременно и патронником и магазином. Первые револьверы были дульнозарядными, то есть в каждую из камор спереди заряжался порох и пуля. Обычно револьвер дополнялся рычагом, который позволял запрессовать пулю в камору. При выстреле всегда существовала опасность, что частицы горящего пороха, вырываясь из зазора между барабаном и стволом, попадут в соседние каморы и воспламенят порох в них. Поэтому заряжённую камору приходилось дополнительно герметизировать — замазывать спереди пушечным салом. Замок был капсюльным. Каждая камора имела свою брандтрубку для капсюля. Заряжание капсюльного револьвера было трудоёмким процессом, поэтому некоторые конструкции допускали быструю замену барабана, и стрелок мог держать наготове запасной заряжённый барабан.

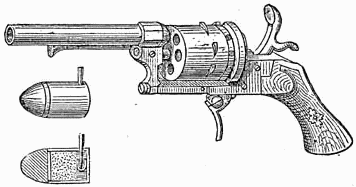
Револьвер Лефоше под шпилечный патрон

Первые револьверы под унитарный патрон (изобретённый немецким мастером Дрейзе в 1836 году) действовали так: ось барабана вынималась, и барабан снимался. В более поздних моделях в крышке была сделана выемка для зарядки. Стреляные гильзы извлекались по одной через ту же выемку, для этого надо было подвинуть назад специальный стержень (экстрактор). Интересно, что в револьвере Кольта выемка была справа (в то время как праворукому стрелку удобнее слева).

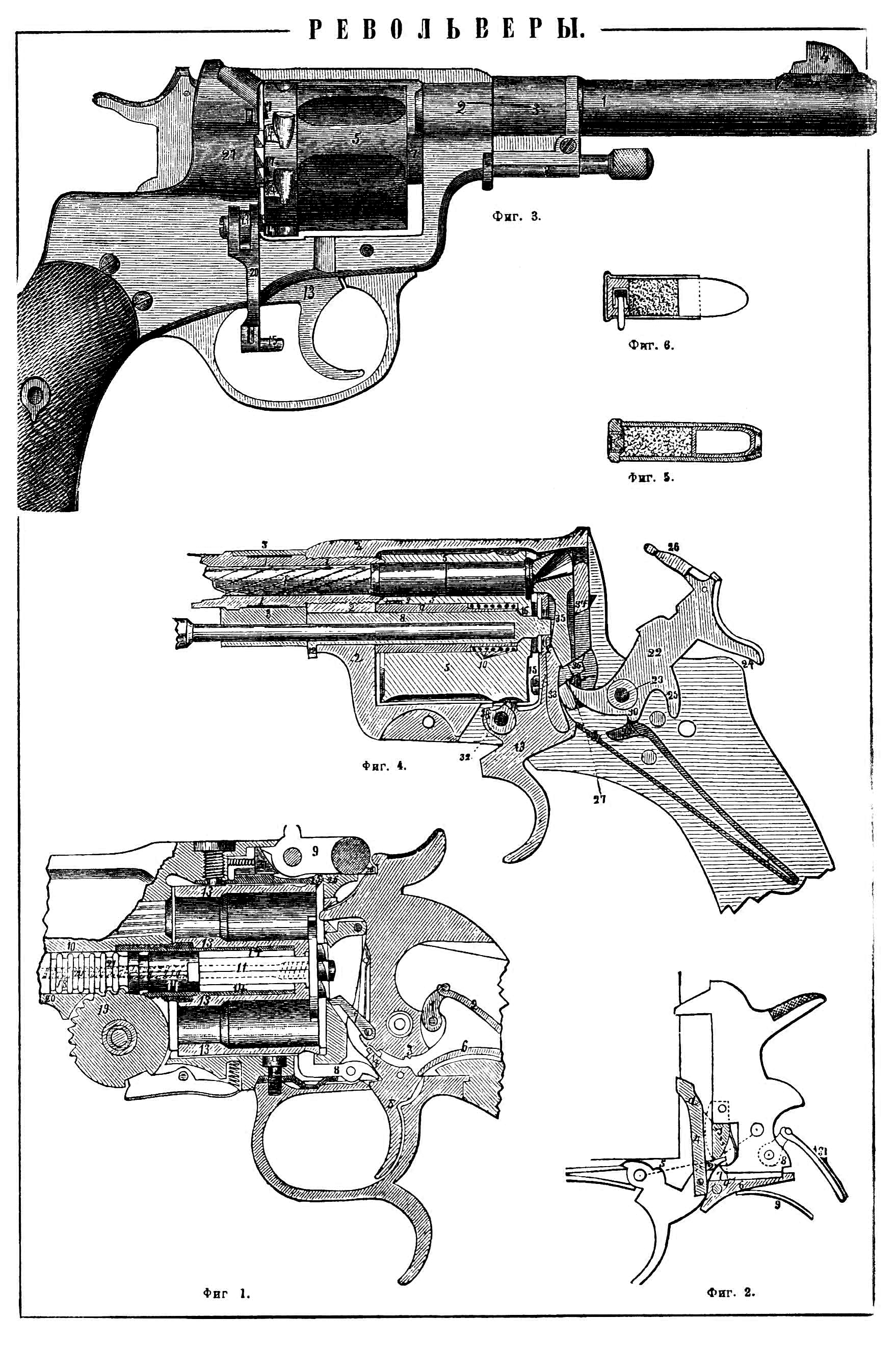
Схема механизма револьверов Нагана обр. 1895 г. (вверху и в центре, УСМ двойного действия) и Смита-Вессона обр. 1869 г. (слева внизу, с УСМ одинарного действия, переламывающейся вниз рамой и одновременной экстракцией гильз)

Второй вариант — переламывающийся револьвер. В этой конструкции рама револьвера переламывается на шарнире, наподобие охотничьих ружей, открывая доступ к барабану. Во многих револьверах при этом срабатывает экстрактор, автоматически выбрасывая сразу все стреляные гильзы. Недостаток этой конструкции в том, что шарнир и замок со временем изнашиваются и рама расшатывается.
Третий вариант — позади барабана с одной стороны размещается откидывающаяся на шарнире дверца. В открытом положении она позволяет вставить патрон в одну камору. Чтобы заполнить (или опорожнить) барабан, его нужно поворачивать рукой или (в некоторых системах) нажимая на спусковой крючок. Эта система конструктивно проще, в ней нет шарниров и защелок, ослабляющих раму, но процесс заряжания получается довольно длительным и неудобным («мешкотным», как писали в России о нагане).
Четвертый и самый распространенный с начала XX века метод перезарядки — барабан, откидывающийся в сторону. Он дает, как и в «переломных» системах, одновременный доступ ко всем каморам, но рама остается цельной. Барабан откидывается чаще всего влево, так как большинство стрелков правши. Были, однако, немногочисленные модели с «правосторонним» откидыванием — бельгийские Франкотт и другие. Шарнирный кронштейн барабана («кран», как его называли поначалу) тоже со временем может расшататься, особенно при грубом обращении, и тогда нарушается соосность камор и ствола. Но в целом оперировать таким револьвером удобнее, чем любым другим.

### Ускорение зарядки

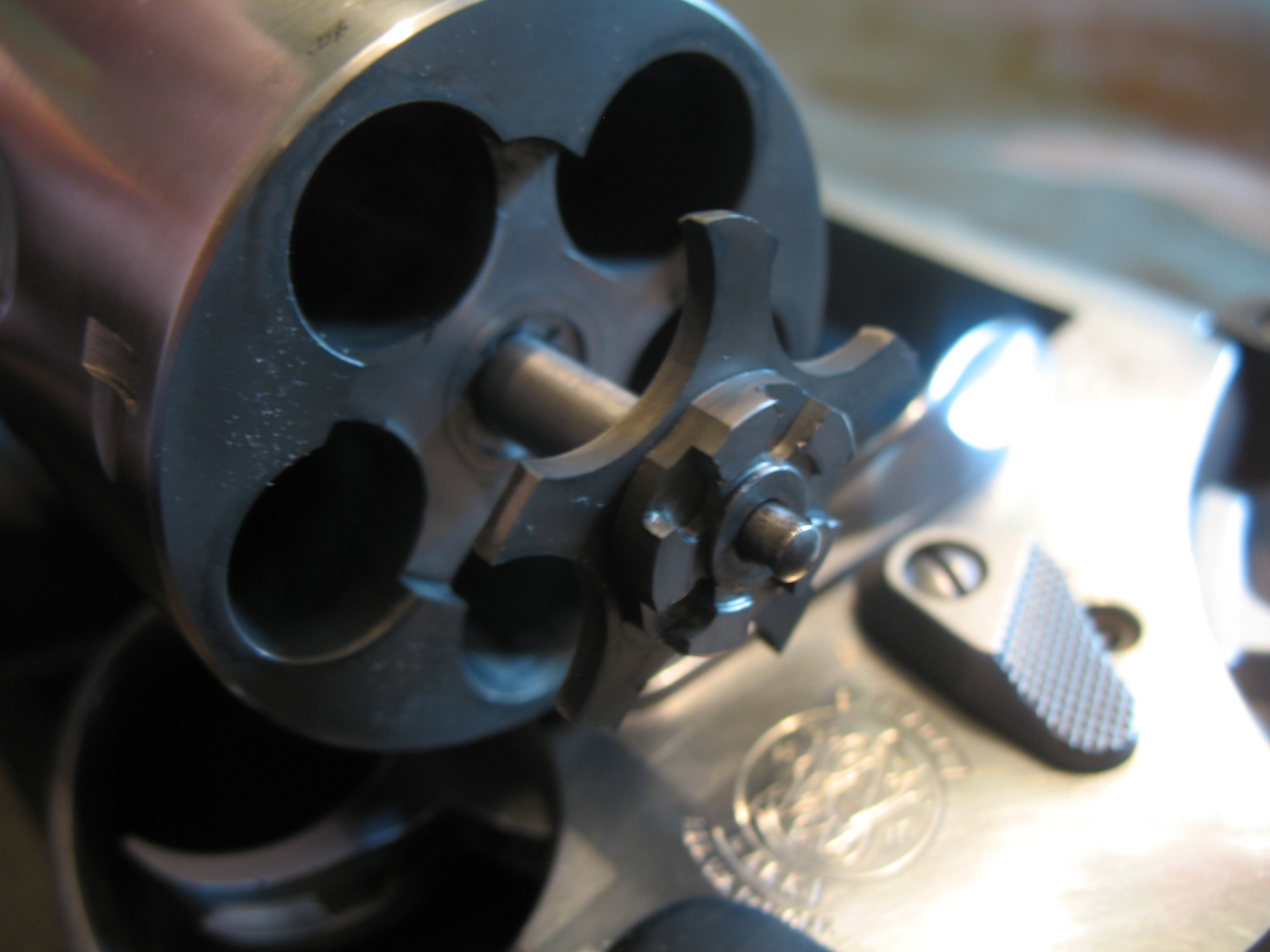
Экстрактор для одновременного извлечения гильз из барабана (Smith&Wesson 500)

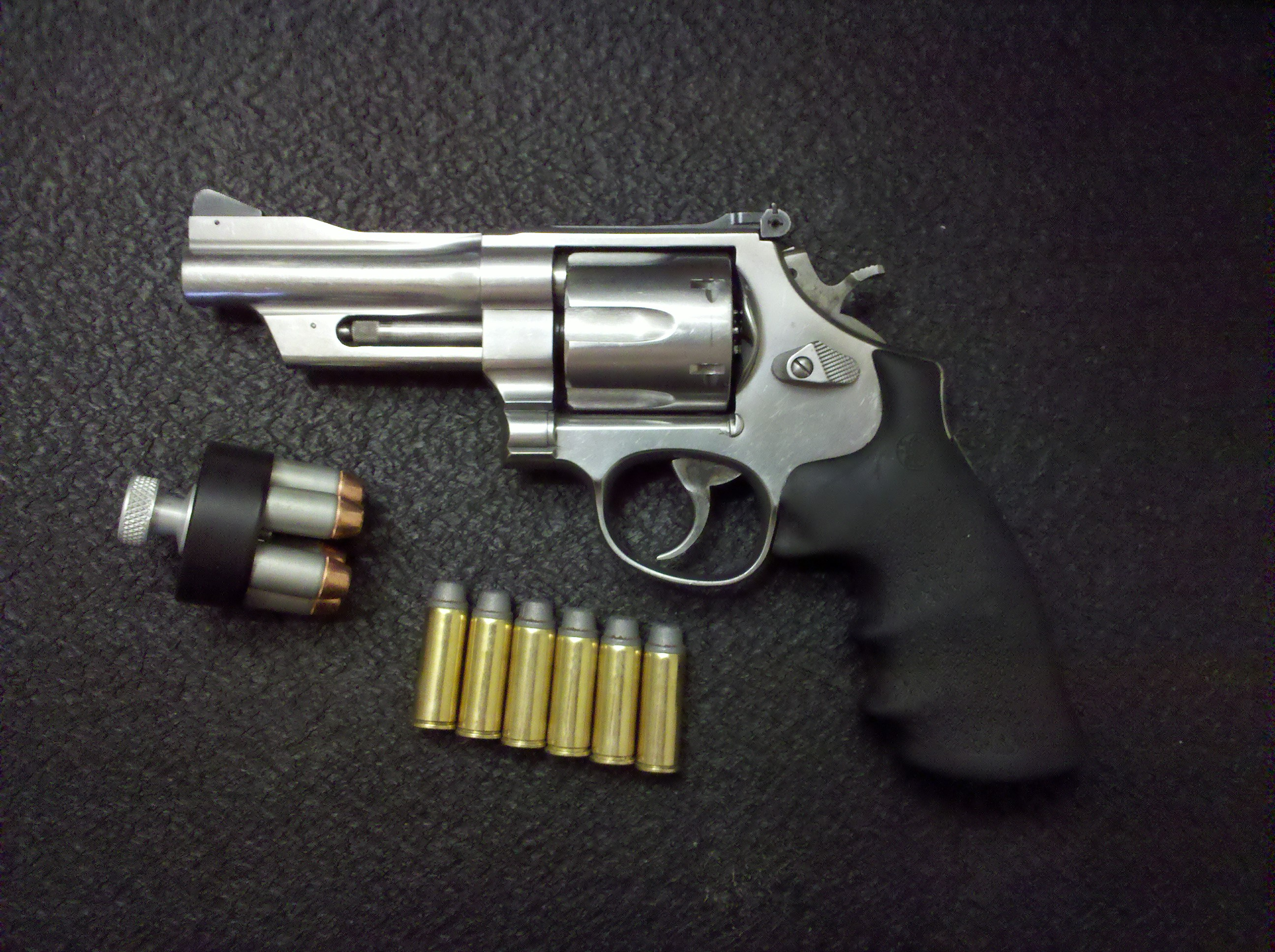
Слева от револьвера S&W M625-6 — захват («спид-лоудер») для одновременного заряжания шести патронов в барабан. Поворотом рифленой головки все патроны освобождаются от захвата.

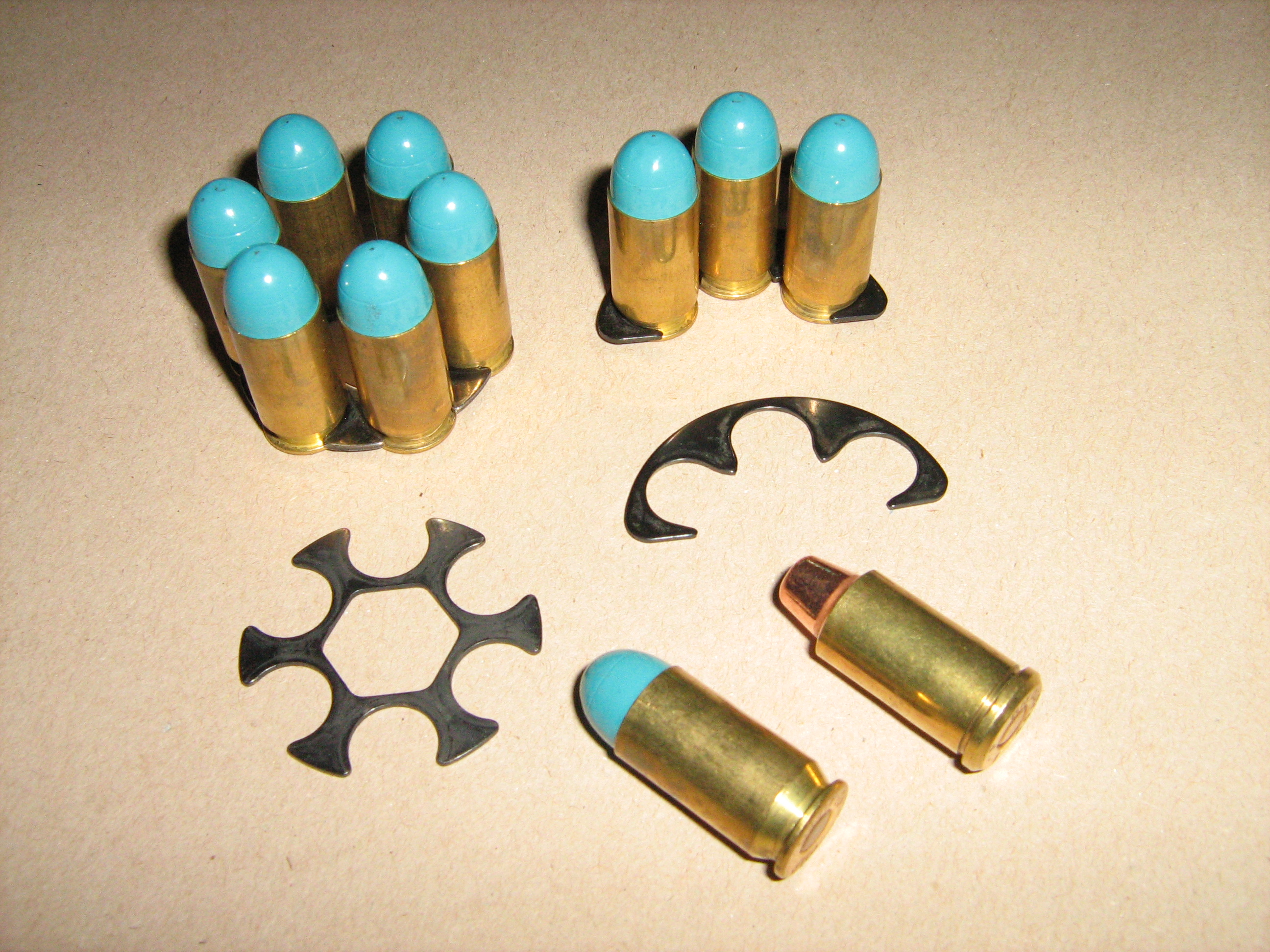
Трёх- и шестипатронные обоймы для заряжания револьвера пистолетными патронами

Ускорение зарядки сводится к двум задачам: как ускорить выброс стреляных гильз и как ускорить вставку новых патронов.
Наиболее просто эта задача решается в системах с переломной рамой и с откидным барабаном. Для удаления стреляных гильз в барабан встраивают толкатель-экстрактор. При нажатии на стержень экстрактор выбрасывает все стреляные гильзы разом. Ход экстрактора подбирается таким, чтобы пустые гильзы свободно выпали, а неотстреляные патроны задержались в барабане.
Для быстрого заряжания применяются специальные обоймы (клипы, англ. moon clip) или специальные захваты («ускорители заряжания», англ. speedloader). Эти устройства отличаются тем, что захват отпускает патроны, как только они будут вставлены в барабан; обойма же остаётся в барабане. Обойма, кроме того, позволяет использовать в револьвере пистолетные патроны без закраины, которые иначе невозможно зафиксировать в барабане.
Были попытки механизировать поочередное выбрасывание стреляных гильз и досылание патронов в барабан с приводом от спускового крючка. Но все они заканчивались неудачей — получались очень сложные и капризные механизмы, непригодные для эксплуатации и массового производства.

## Револьверы одиночного и двойного действия

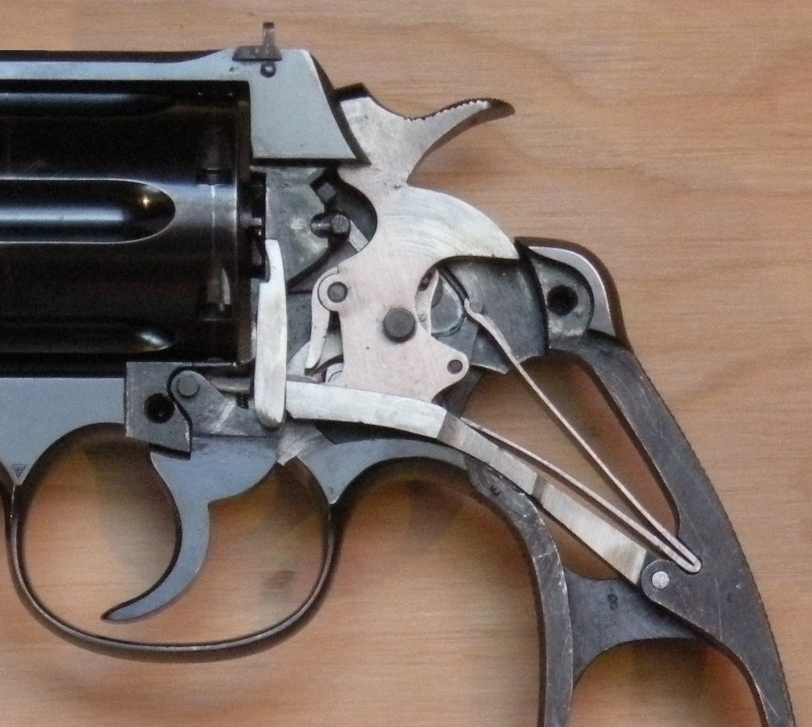
Револьвер двойного действия

Для того, чтобы произвести выстрел в револьвере одиночного действия, требуется большим пальцем взвести курок, а затем спустить его, нажав на спусковой крючок.
В револьвере двойного действия (самовзводном) при нажатии на спусковой крючок курок сначала взводится, а затем срывается со взвода, в результате чего происходит выстрел. За счет этого огонь можно открыть быстрее и стрелять в более высоком темпе, но ход спускового крючка получается намного длиннее, а усилие, которое нужно приложить стрелку, существенно больше. Поэтому точность стрельбы самовзводом несколько хуже, чем при предварительно взведенном курке.
Большинство револьверов двойного действия может работать и в режиме одиночного действия. Некоторые, главным образом компактные, револьверы имеют механику только двойного действия, при которой курок всегда взводится только нажатием на спусковой крючок. В таком револьвере курок можно выполнить без выступающей наружу части или вообще скрытым в корпусе. Оружие получается более удобным для скрытого ношения и быстрого извлечения.

## Предохранитель
Большинство револьверов не имеет предохранителя, управляемого стрелком. Ранее встречались системы с предохранителем флажкового типа или в виде клавиши на задней стенке рукоятки, которую стрелок нажимает, обхватывая рукоятку ладонью (некоторые коммерческие модели Smith & Wesson конца XIX — начала XX в.). В современных револьверах принимаются другие конструктивные меры для обеспечения безопасности: при невыжатом спусковом крючке специальная деталь не позволяет бойку соприкоснуться с капсюлем патрона; ударник выполняется отдельно от курка; применяются курки с «отбоем», то есть спущенный курок останавливается на некотором расстоянии от крайнего переднего положения и может двигаться дальше вперед и разбить капсюль только при нажатом спусковом крючке. Считается, что таких устройств достаточно, чтобы исключить возможность случайного выстрела даже при взведённом курке.

## Автоматические револьверы

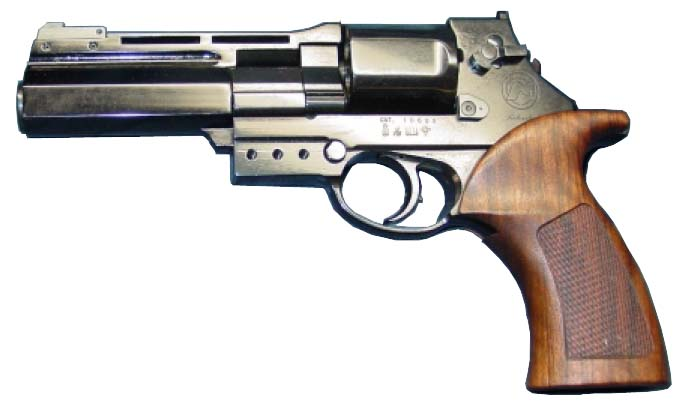
Автоматический револьвер Mateba. Одна из немногих систем, стреляющих из нижней каморы, а не из верхней.

Автоматический револьвер отличается тем, что использует в работе своего механизма энергию отдачи. Под её действием взводится курок и вращается барабан.
Характерным представителем такой конструкции является автоматический револьвер Webley-Fosbery (Великобритания), состоявший на вооружении во время Первой мировой войны.
Автоматические револьверы не получили широкого распространения, так как почти не имеют преимуществ ни перед традиционными револьверами, ни перед автоматическими пистолетами, в то же время сочетая недостатки и тех, и других.

## Конструкции, пригодные для бесшумной стрельбы
Обычно использование глушителей на револьверах даже с дозвуковой дульной скоростью пули нецелесообразно, так как пуля во время выстрела так или иначе должна преодолеть щель, существующую между вращающимся барабаном и стволом. Из-за этого даже при использовании глушителя на револьверах слышен громкий звук, вызванный прорывом в эту щель пороховых газов.
Лишь некоторые модели револьверов позволяют эффективно использовать глушитель. В частности, таковым является револьвер системы Нагана, имеющий удачную систему обтюрации пороховых газов и для которого в 1930-е годы в СССР производился прибор бесшумно-беспламенной стрельбы «БраМит».
В заключительной фазе взвода ударно-спускового механизма барабан револьвера Нагана подтягивается к стволу и гильза патрона специальной конструкции (см. 7,62×38 мм Наган) входит своей передней частью в заднюю часть канала ствола. При выстреле края гильзы раздаются в стороны и входят в плотное соприкосновение с каналом ствола, исключая утечку пороховых газов. Таким образом, при выстреле из оснащённого глушителем револьвера системы Нагана звук выстрела почти полностью отсутствовал. Имеются сведения, что во время Второй мировой войны револьверы Нагана, оборудованные «БраМитами», применялись не только разведывательно-диверсионными подразделениями Советской Армии и НКВД, но и войсками СС и вермахта при проведении спецопераций (использовались трофейные советские револьверы и глушители).
Специально для «Туннельных крыс» компания AAI модифицировала револьвер Smith & Wesson Model 29. Новое оружие получило обозначение Quiet Special Purpose Revolver (QSPR). Бесшумность достигалась не глушителем, а специальным патроном с запиранием пороховых газов — технологией, используемой в современном пистолете ПСС.

## Преимущества передсамозарядными пистолетами

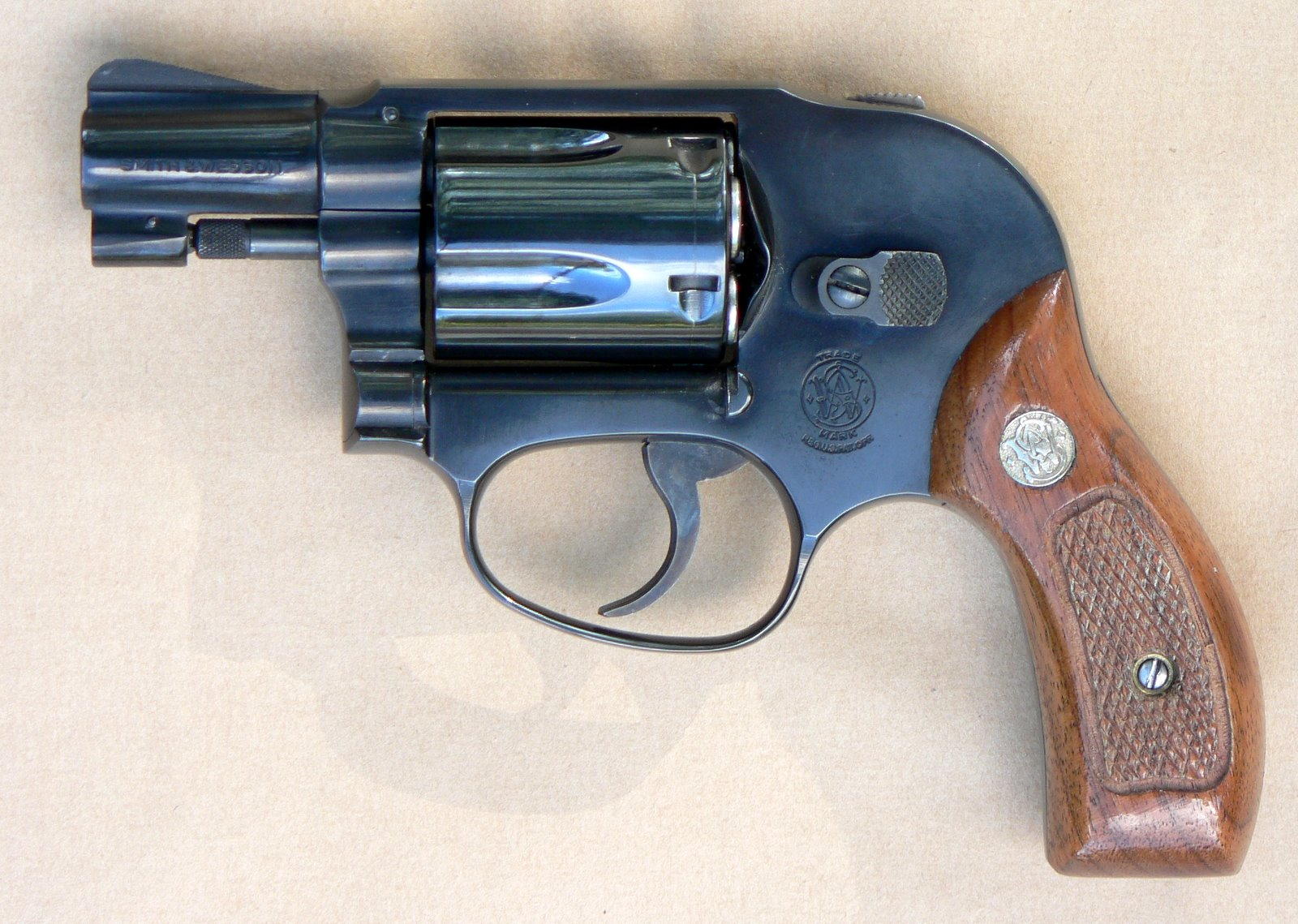
Smith&Wesson Bodyguard 49 со скрытым курком, приспособленный для ношения под одеждой

- Первый выстрел: исключены задержки для постановки оружия на боевой взвод или на снятие с предохранителя[к. 1].
- Хранение: в готовом к бою револьвере не взведена ни одна пружина (в то время как в самозарядном пистолете — как минимум, пружина подавателя магазина). Поэтому револьвер годами может лежать в состоянии полной боеготовности и незамедлительно выстрелить, когда это необходимо.
- Надёжность в бою: из револьвера можно выстрелить после осечки, просто повторно нажав на спусковой крючок. В пистолете приходится отводить затвор в крайнее заднее положение для удаления из патронника несработавшего боеприпаса, что увеличивает время между выстрелами и вынуждает заново прицеливаться и кроме того, требует действий двумя руками, что не всегда возможно. В револьвере принципиально отсутствует риск заклинивания из-за разрыва гильзы при экстракции, перекоса патрона при подаче и т. п.
- Универсальность: возможность использования патронов подходящего калибра, но разной мощности. Так, из револьвера под патрон .357 Magnum можно стрелять также патронами .38 Special, а патроны .45 Colt могут быть использованы в револьверном барабане, рассчитанном на .454 Casull

## Недостатки
- Боезапас револьвера, как правило, меньше, чем у автоматических пистолетов сравнимых размеров.
- На перезарядку револьверного барабана уходит больше времени, чем на смену пистолетного магазина.
- Меньшая, чем у автоматических пистолетов, скорострельность и кучность при стрельбе самовзводом, вызываемая значительным (до 5 кг) усилием нажатия и длинным ходом спускового крючка, что затрудняет удержание точного прицела даже при стрельбе с обхватом оружия двумя руками. На кучность также плохо влияет и обычно более высокое, чем в пистолетах, расположение револьверного ствола относительно рукояти оружия. Последнего недостатка лишены только немногочисленные системы, стреляющие из нижней каморы (например, ОЦ-38, РШ-12, Chiappa Rhino, Mateba Autorevolver).
- Большие габариты и масса из-за наличия барабана с выступающими частями, в том числе усложняющими ношение и извлечение оружия. Автоматический пистолет можно сконструировать короче, тоньше и легче, чем револьвер с такой же дульной энергией.
- Поскольку точность изготовления деталей конечна, неизбежно присутствует некоторая несоосность ствола и каморы барабана, из которой производится выстрел. По мере износа механизма эта несоосность увеличивается. В результате пуля, выходя из каморы, может ударяться в задний срез ствола, деформироваться и даже терять часть металла. Отсюда снижение точности, нерасчетные нагрузки на ствол и раму, и даже вероятность травмы стрелка.

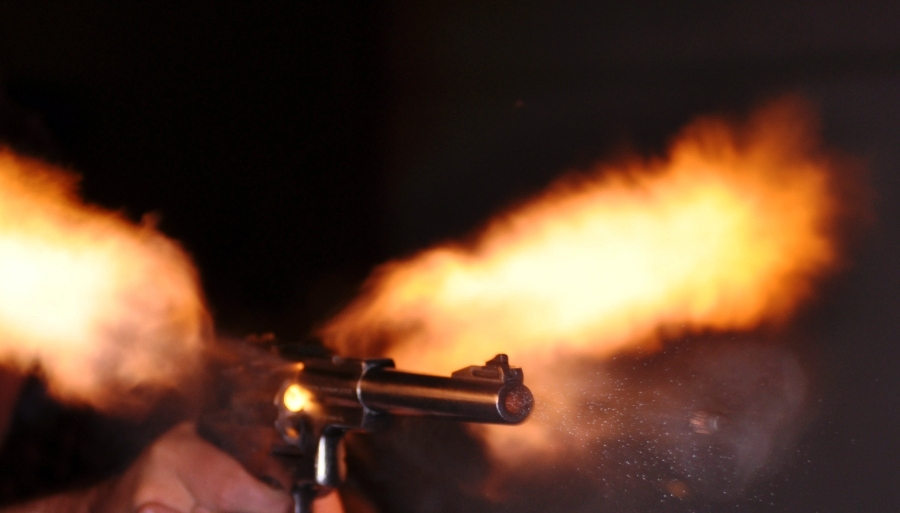
Прорыв пороховых газов между барабаном и стволом

- В подавляющем большинстве револьверов часть пороховых газов прорывается через щель между барабаном и стволом, то есть часть энергии порохового заряда теряется бесполезно. Горячие газы, прорывающиеся между барабаном и стволом почти во всех других системах револьверов, при неправильном хвате или положении оружия могут серьёзно обжечь пальцы и даже лицо неопытного стрелка. По этой же причине на револьверах малоэффективны глушители для бесшумной стрельбы. Едва ли не единственное исключение — револьвер системы Нагана, конструкция которого препятствует прорыву пороховых газов из-за применения специального патрона и особого механизма движения барабана, которым перед выстрелом передняя часть полости боевой каморы надвигается на задний выступ ствола. Это позволило в конце 1930-х гг. в СССР разработать для нагана глушитель «БраМит». Другим вариантом решения этой проблемы может быть револьвер «перечница» который может быть описан как «бесствольный револьвер» в том смысле, что каждая камора бaрабана также является стволом.

Несмотря на эти недостатки, револьверы широко используются как относительно дешёвое и безопасное (для своего владельца) гражданское оружие самообороны, а во многих странах и в качестве штатного оружия телохранителей, инкассаторов, фельдъегерской службы, военизированной охраны и полицейских патрулей, которым нет необходимости в его скрытном ношении, и когда решающими характеристиками для выбора вида оружия являются минимальное время готовности к первому выстрелу, отказоустойчивость, надёжность и долговечность.

## Оружие, действующее по револьверному принципу

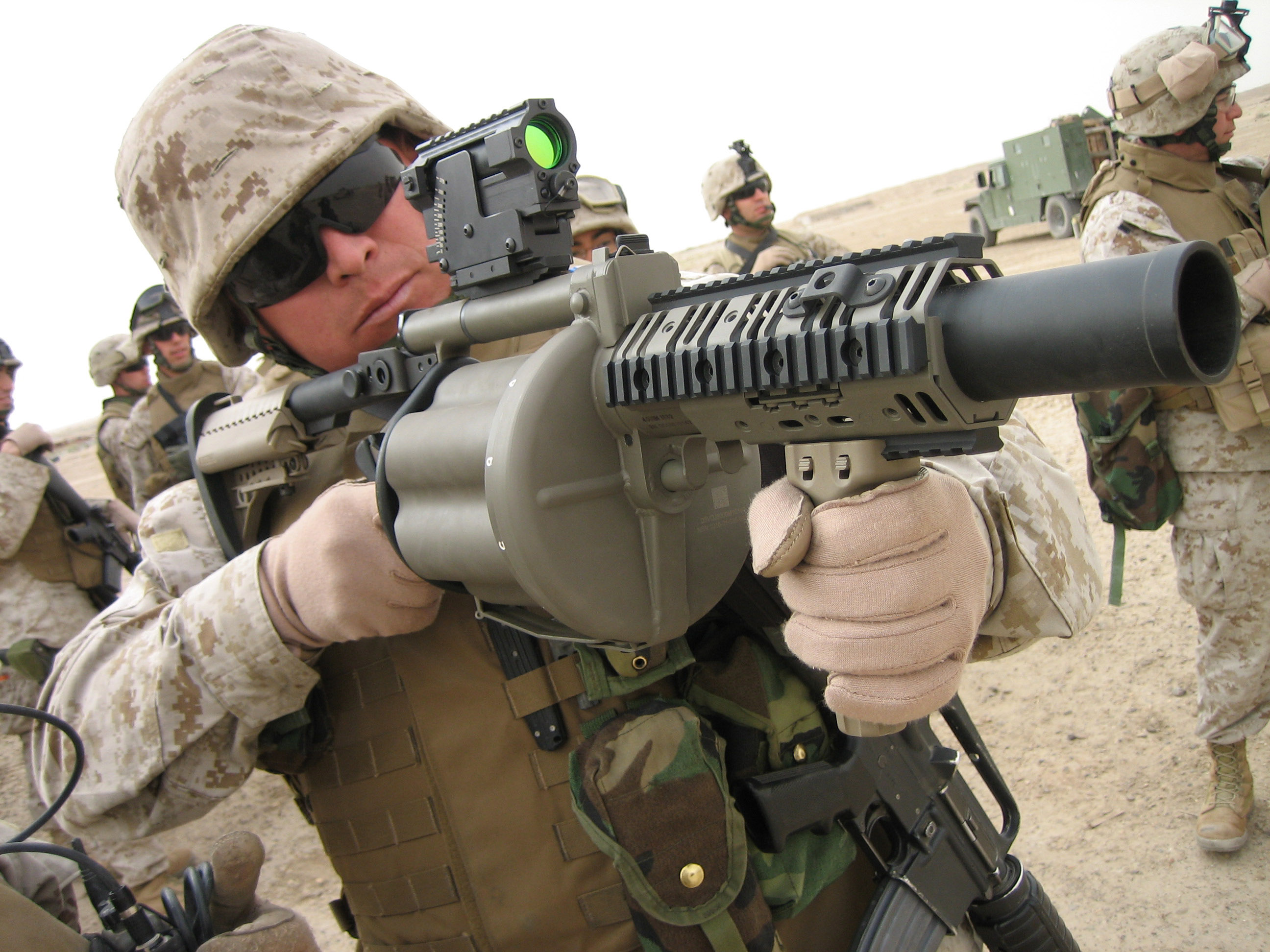
Морской пехотинец США проверяет новый MGL (Ирак)

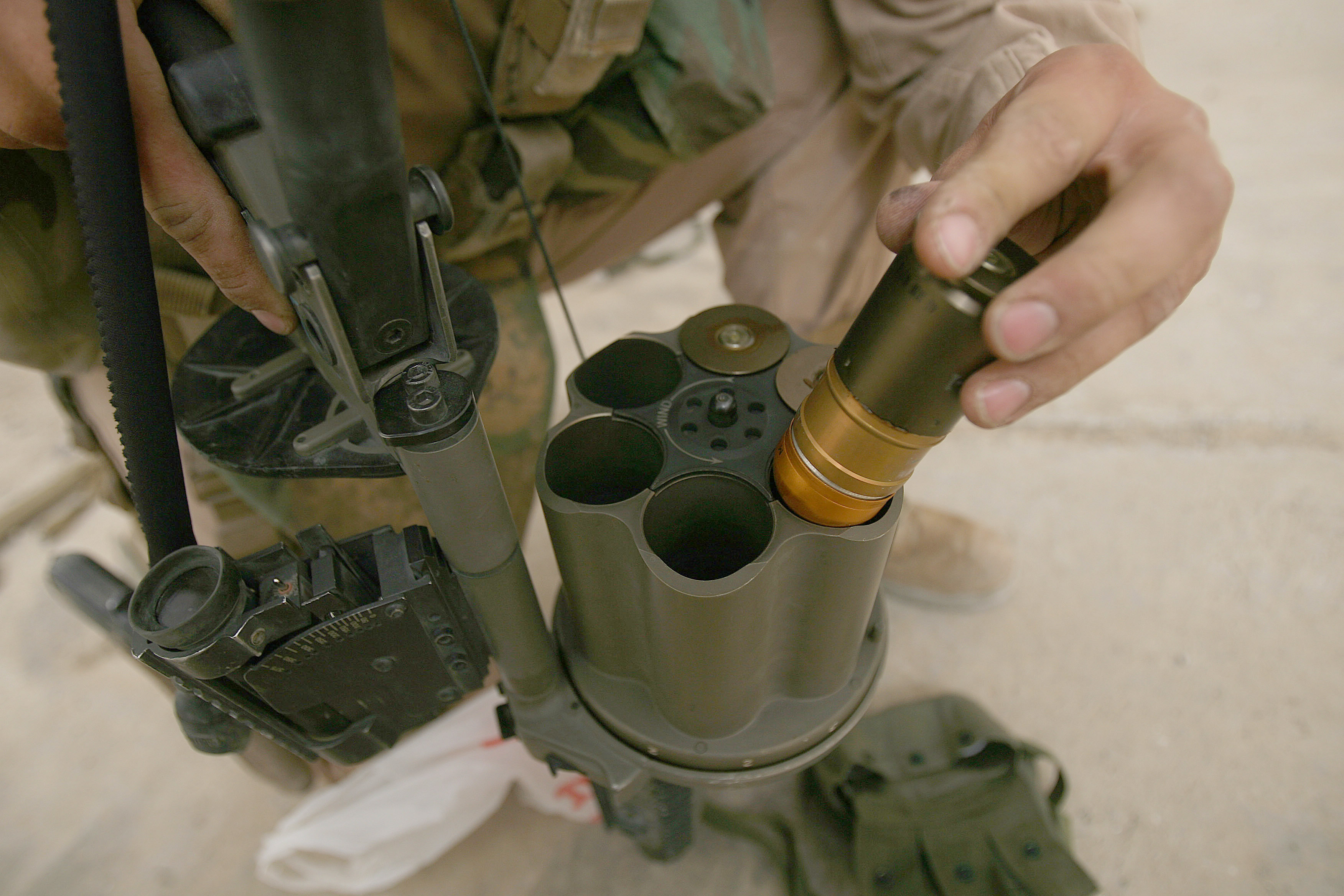
Заряжание ручного револьверного гранатомёта 40-мм гранатами

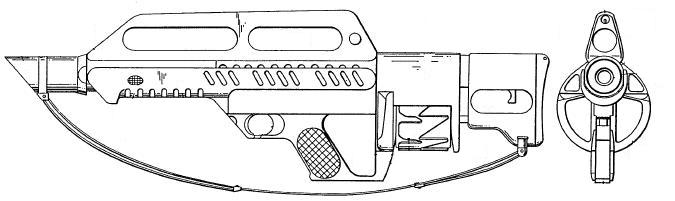
Jackhammer — американский автоматический дробовик револьверного типа.

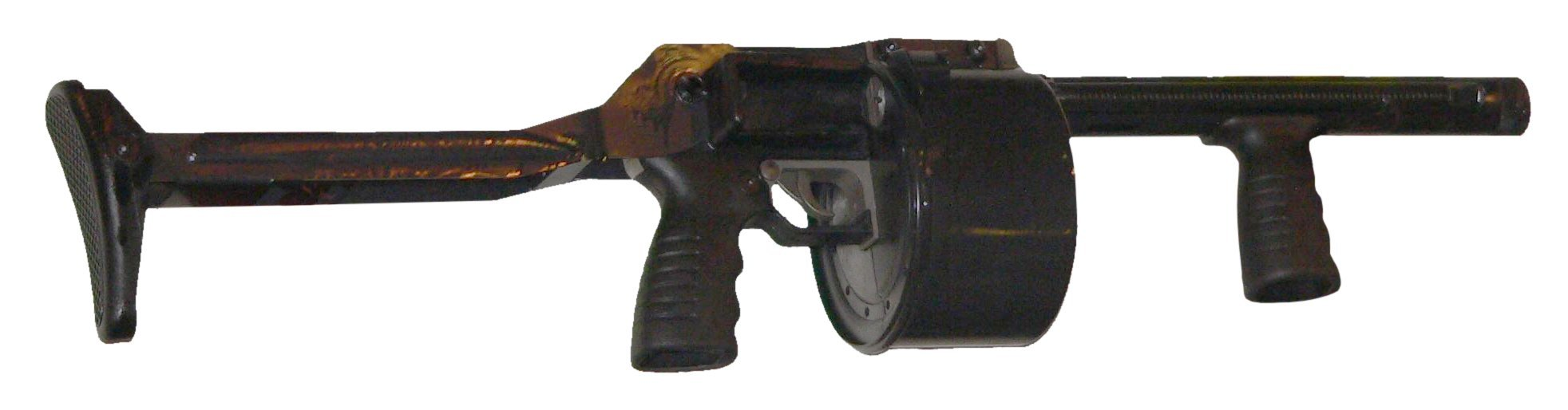
12-зарядное револьверное ружьё 12 калибра Armsel Striker

В некоторых видах служебного и охотничьего оружия также применяется револьверный принцип питания боеприпасами:
- Специальные карабины и гранатомёты (применяемые, например, для остановки толпы газовыми и свето-шумовыми зарядами).
- Револьверные охотничьи ружья, например, ружьё 20 калибра МЦ255-20, созданное в отечественном ЦКИБ СОО. Его достоинствами перед иными автоматическими гладкоствольными ружьями является то, что качество и вид боеприпаса (в том числе и переснаряжаемого) не влияет на перезаряжание, как у полуавтоматов — барабанное ружьё работает с любой гильзой данного калибра. Гильзы после выстрела не теряются и их можно в дальнейшем переснарядить. В случае необходимости или нештатной охотничьей ситуации возможно ручным проворачиванием барабана вывести на линию огня пулевой патрон или патрон с другим номером дроби. Барабан, в отличие от подствольного магазина, обеспечивает лучшую развесовку оружия — при расходовании патронов центр масс ружья смещается меньше.

### «Траунд» Дардика

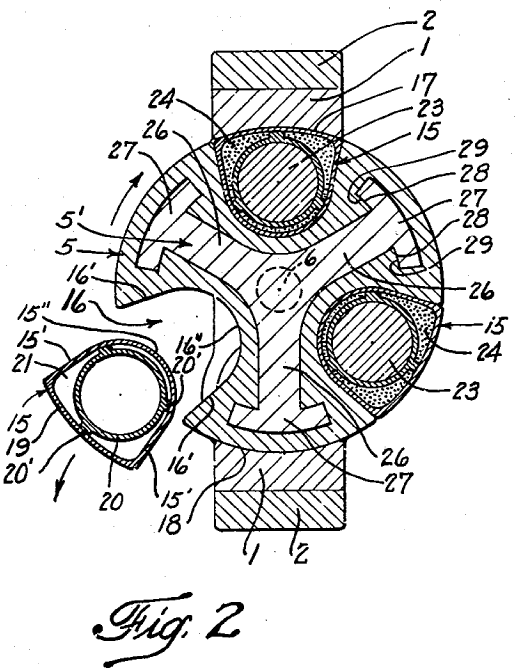
Схема с открытым патронником Дардика

В 1958 году американский конструктор Дардик (David Dardick) запатентовал «огнестрельное оружие с открытой каморой» (Dardick open chamber gun). Как видно на иллюстрации, устройство использует специальные патроны, имеющие в поперечном сечении форму, близкую к треугольной и названные «траунд» (англ. tround (triangular round) — треугольный патрон). Барабан в такой конструкции не является магазином и служит для подачи патрона от магазина к стволу, где открытая сбоку камора прижимается к продолжению ствола, образовывая патронник. Таким образом, боезапас не ограничивается числом камор в барабане, патроны можно непрерывно подавать в каморы снаружи. Удаление стреляных гильз не требует специальных приспособлений. Схема Дардика позволяет создать скорострельное оружие, в котором ни одна массивная деталь, включая патрон, не будет совершать возвратно-поступательного движения, и избежать многих проблем, свойственных обычному автоматическому оружию. Но оружие такого типа требует специальных и весьма дорогостоящих патронов, и поэтому не получило распространения.

## Нетипичные и курьёзные конструкции

### Револьверы с большим количеством зарядов
Несмотря на то, что барабан с более чем 6-8 каморами среднего калибра становится неприемлемо большим, некоторые производители создавали и такие образцы. Так, известен 30-зарядный револьвер с барабаном несуразных размеров. Другое известное решение — расположить каморы в барабане по двум концентрическим окружностям и установить два или даже три ствола. По такой схеме создавались 20—30-зарядные образцы. Интереснее всех из них 21-зарядный двуствольный револьвер системы Лефоше, у которого 7 камор по внутренней окружности и 14 по наружной. Механизм устроен так, что через каждые два выстрела из верхнего ствола происходил один из нижнего. Итальянский 18-зарядный трехствольный «Pistola con Caricato» (начало XX в.) позволяет стрелять по выбору из любого ствола или залпом из всех трех.
В военно-техническом музее Бундесвера в Кобленце экспонируется капсюльный револьвер XIX в. с двумя барабанами один над другим. Верхний барабан находится напротив ствола, а нижний — напротив зарядного приспособления. Механизм позволяет переворачивать блок барабанов на 180° и таким образом менять их местами. Подобная конструкция запатентована в США в 1993 г. Другую схему осуществил Чарлз Снейдер (патент от 1862 г.): в его 14-зарядном револьвере два барабана расположены соосно один за другим. Опустошив один (передний) барабан, блок барабанов следовало развернуть на 180° в горизонтальной плоскости и продолжать стрелять из второго. В 1855 г. некто Джозеф Инуй (Joseph Enouy) из Миддлсекса изготовил 48-зарядный капсюльный револьвер. В нём восемь шестизарядных барабанов были закреплены на едином «колесе» и могли по очереди подаваться к стволу. Это в высшей степени непрактичное изделие сейчас находится в музее дворца Абдин в Каире. Гораздо более компактную конструкцию запатентовал в США в 1873 году У. Филип (W. H. Philip). В его револьвере три барабана стояли соосно один за другим. Остроумный, но очень сложный механизм позволял выстрелить подряд 17 раз: шесть раз из переднего барабана, затем пять раз из среднего и еще шесть — из заднего. Изготовлен по крайней мере один экземпляр.

### Револьвер Ле Ма

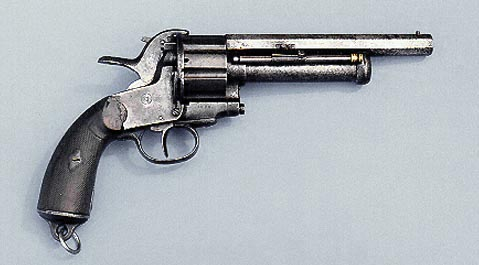
ЛеМа

Револьверы системы полковника Ле Ма отличались тем, что имели дополнительный гладкий ствол 16 калибра, который служил осью барабана (патент 1856 года). Такие револьверы состояли на вооружении войск Конфедерации во время Гражданской войны в США 1861—1865 гг., в том числе в варианте карабина.

### «Апаш»

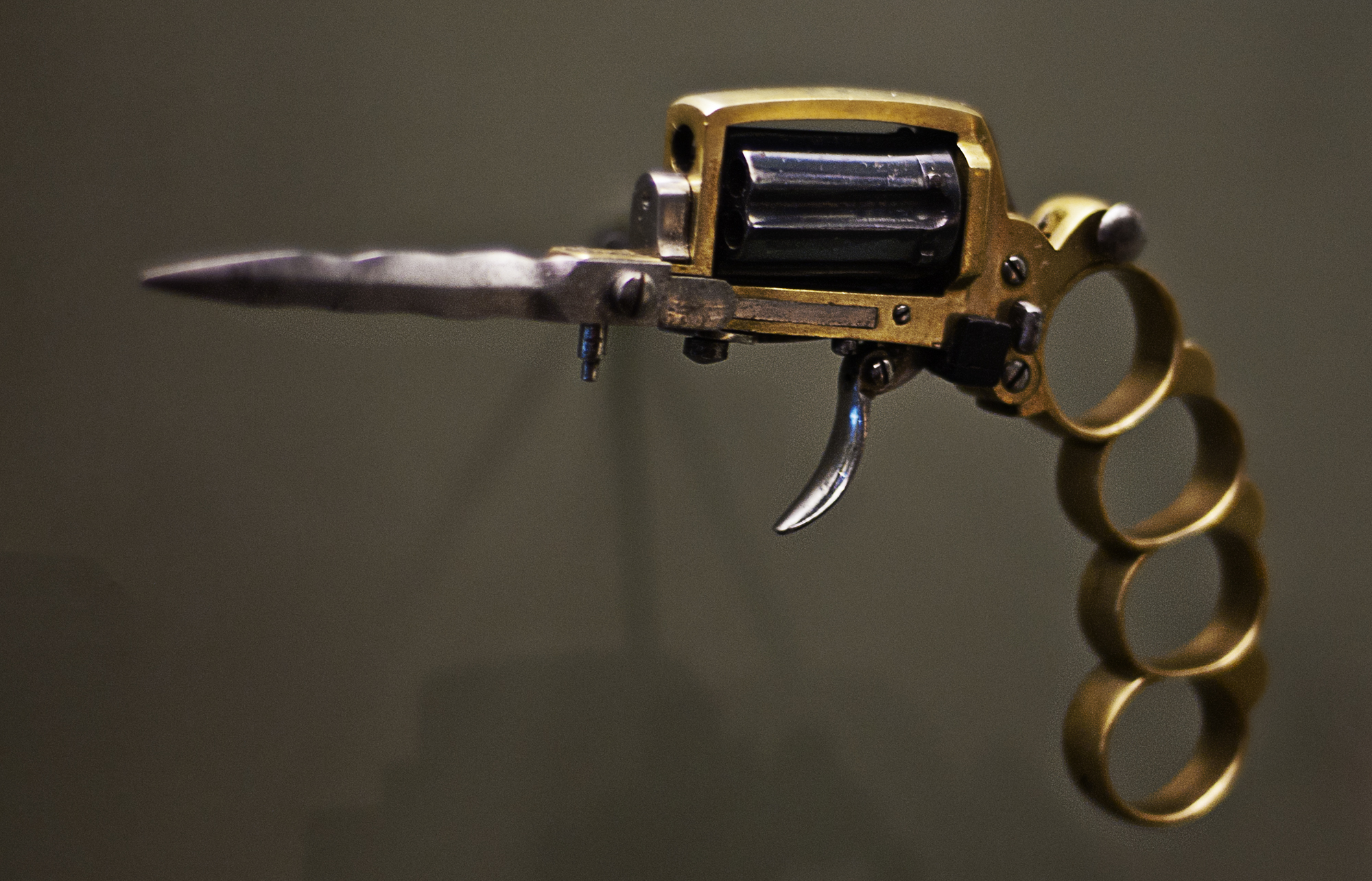
«Апаш»

Под этим названием (апашами, фр. apache, назывались в XIX в. парижские хулиганы) известны складные револьверы системы Дольне бельгийского производства 1870-х — 1880-х гг., объединявшие в себе шестизарядный 7-мм револьвер, кастет и небольшой кинжал. Ствола у «Апаша» нет, его роль выполняют удлиненные каморы барабана. Реальные боевые возможности данного оружия были невысоки.

### Револьверы-перстни
Среди многочисленных стреляющих курьёзов XIX века выделяются миниатюрные бесствольные револьверы, вмонтированные в массивный стальной перстень. Они известны под названиями «Маленький защитник», «Роковая женщина» и др. Патроны использовались шпилечные, калибра около 2 мм и даже меньше, так что эффективность такого оружия была ничтожна.

### «Протектор»

«Протектор»

В револьвере конструкции Ж.-Э. Тюрбио (патент 1883 г.) патроны располагались в плоском барабане не параллельно его оси, а радиально. Барабан заключён в корпус, напоминающий карманные часы, с одной стороны закреплён короткий ствол, с другой — рычаг, приводящий механизм в действие. Устройство следовало держать в кулаке так, что ствол выступал вперед между пальцами, а на рычаг нажимать ладонью. Это оружие продавалось под названием «Протектор».

### Система Гарсиа Рейносо
Аргентинский офицер Антонио Гарсиа Рейносо (Antonio García Reynoso) предложил в 1895 г. решение, которое должно было упростить и ускорить перезаряжание револьвера. Позади барабана он установил дополнительный магазин на пять патронов. При нажатии на спусковой крючок патроны из этого магазина подавались в пустую камору (выстрелы при этом не происходили). После заполнения всех камор можно было стрелять, причём стреляная гильза выбрасывалась из барабана. Таким образом, запас патронов в оружии можно было легко пополнить, когда в барабане ещё оставались патроны. Конструкция была очень сложная и малонадежная, тем не менее бельгийская фирма Пипер выпустила некоторое количество таких револьверов.

### SwissMiniGun
Самый маленький серийный револьвер выпускается в Швейцарии. По конструкции и внешнему виду он в основном повторяет Кольт «Питон» в 0,23 натуральной величины. Калибр 2,34 мм, длина 55 мм, масса менее 20 г. Дульная энергия — 0,97 Дж. Цена в обычном исполнении (нержавеющая сталь, без украшений), с кожаной кобурой, принадлежностью и 48 патронами — 6500 швейцарских франков.

### Pfeifer Zeliska
Самый большой серийный револьвер производится в Австрии компанией Pfeifer под патроны .600 Nitro Express и .458 Winchester Magnum. Длина его — 55 см, масса — более 6 кг. Дульная энергия при использовании патрона .600 Nitro Express — больше 6 кДж. Револьвер пятизарядный с УСМ одиночного действия.

### Револьвер Тобыса
Самый большой в мире револьвер изготовил в одном экземпляре польский оружейный мастер Рышард Тобыс. Это точная действующая копия капсюльного револьвера Ремингтон модели 1858 года в масштабе 3:1, Тобыс работал над ней пять лет. Длина оружия — около 1,2 метра при массе 45 кг, калибр — 28 мм. Заряд состоит из свинцовой сферической пули массой 128 г и 22 граммов черного пороха. Стрелять с рук из этого изделия, естественно, невозможно.

## Спорт и рекорды

### Ковбойская стрельба

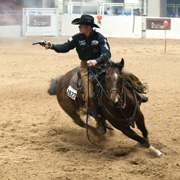
Ковбойская стрельба

В США с начала 1980-х годов пользуются популярностью соревнования по «ковбойской стрельбе» (англ. cowboy shooting), одновременно являющиеся костюмированным театрализованным шоу. В этих соревнованиях используется оружие образцов времен освоения Дикого Запада, в частности, короткоствольное — исключительно револьверы одинарного действия.

### Fast draw
«Быстрая стрельба» или «быстрое выхватывание» — особая спортивная дисциплина, восходящая к романтизированным традициям Дикого Запада. В ней воспроизводится ситуация внезапной перестрелки: стрелок должен за минимальное время достать оружие из кобуры, взвести курок и прицельно выстрелить от бедра один или несколько раз, смотря по условиям соревнований. Применяются револьверы одинарного действия, заряженные восковыми пулями или специальными холостыми патронами. Мишенями служат металлические щиты или надувные шарики. Существует Всемирная федерация быстрой стрельбы (World Fast Draw Association, WFDA).

### Рекорды
- Американский стрелок Джерри Микулек (англ. Jerry Miculek) установил следующие рекорды скоростной стрельбы из самовзводного револьвера[39]:
  - 60 выстрелов (по 6 из десяти револьверов) за 17,12 с
  - 12 выстрелов из 6-зарядного револьвера с перезарядкой за 2,99 с
  - 8 прицельных выстрелов из 8-зарядного револьвера по одной мишени за 1,00 с
  - 8 прицельных выстрелов из 8-зарядного револьвера по два в каждую из четырёх мишеней за 1,06 с
  - 5 прицельных выстрелов по одной мишени за 0,57 с. В данной категории рекорд принадлежит Эду Макгайверну (Ed McGivern), который в 1932 году произвел 5 выстрелов не более чем за 0,45 секунды, причём повторил этот результат не менее пяти раз.
- Американец Боб Манден, прозванный «Самый быстрый револьвер в мире» (World’s fastest gun)[40], был способен вынуть из кобуры несамовзводный револьвер, выстрелить и убрать оружие в кобуру менее чем за 0,2 секунды. Манден прославился и другими трюками в стрельбе из револьвера и винтовки[41].

## См. также

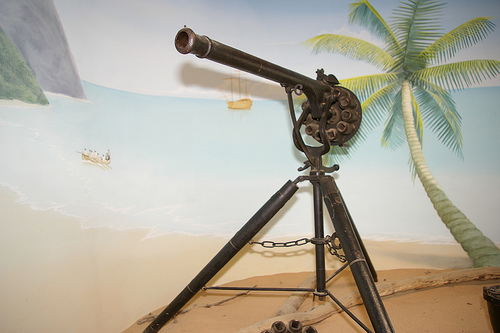
Ружьё Пакла представляло собой поставленное на треногу обычное одноствольное кремнёвое ружьё, но с многозарядным барабаном-цилиндром.